# Pyrrhura devillei
Pyrrhura devillei là một loài chim trong họ Psittacidae.